# Comuna Lubenți, Kameanka
Lubenți (în ucraineană Лубенці) este o comună în raionul Kameanka, regiunea Cerkasî, Ucraina, formată din satele Kulîkivka și Lubenți (reședința).

## Demografie
Componența lingvistică a comunei Lubenți
     Ucraineană (97,52%)
     Rusă (1,95%)
     Alte limbi (0,35%)
Conform recensământului din 2001, majoritatea populației comunei Lubenți era vorbitoare de ucraineană (97,52%), existând în minoritate și vorbitori de rusă (1,95%).